# مبادئ ماكبرايد
مبادئ ماكبرايد تتكون من تسعة مبادئ -عن المساواة في العمل- كانت تمٌثل مبادئ الشركات التابعة للولايات المتحدة الأمريكية التي تقيم أعمالها في شمال إيرلندا ثم أصبحت معيارًا أساسيا لكل التعاملات الاقتصادية مع ايرلندا الشمالية طبقا للكونجرس الأمريكي، وتم الترويج لها بواسطة شون ماكمانوس واللجنة السياسية الأمريكية الأيرلندية وجون فينوسان و المجموعة الأيرلندية الوطنية وتمت صياغتها بواسطة شون ماكبرايد وكان إطلاقها في نوفمبر 1984.

## المبادئ
1. زيادة تمثيل الأفراد من المجموعات الدينية الغير مُمثلة في العمالة في كل القطاعات و يتضمن ذلك القطاع الإداري والإشرافي والتقني.
2. توفير كافة سُبل الأمان للأقليات من العمال أثناء تواجدهم في العمل وأيضا خلال الذهاب إلي العمل و العودة منه.
3. منع جميع الشعارات الدينية والسياسية الاستفزازية في مكان العمل.
4. أن يتم الإعلان عن كل الوظائف المتاحة للجميع والقيام بجهود خاصة وإضافية لجذب الأقليات الدينية الغير ممْثلة.
5. أن تطبق وسائل العقاب علي الجميع و ليس علي أقلية دينية بعينها.
6. منع كل المعوقات الوظيفية التي تكون مبنية علي أساس التميز أو الانحياز لفئة دون الأخرى.
7. تطوير البرامج التدريبية كي تؤهل عدد كبير من الأقليات للعمل في الوظائف الحالية و يتضمن ذلك التوسع في بعض البرامج التدريبية الموجودة و خلق برامج تدريبية جديدة للرفع من كفاءتهم.
8. وضع بعض الآليات لتقييم وتعريف وتوظيف الأقليات بهدف الاستمرار في التقدم.
9. تعيين موظف في القطاع الإداري يكون مختص بمتابعة تنفيذ القرارات الإيجابية في الشركة ووضع خطط زمنية لتنفيذ تلك المعايير.

وبالإضافة لما سبق فكل مُوقع علي الاتفاقية عليه الالتزام بتسليم تقرير سنوي للجهات المختصة بتطوره و تطبيقه لتلك المعايير؛ وقد تم النظر إلي بعض المعايير علي أنها غير واقعية ولا يمكن تطبيقها مثل حماية الموظفين خلال انتقالهم من و إلي العمل وإلي جانب ذلك كان يتم النظر لها علي أنها ستضيق الاستثمار في شمال أيرلندا وهذا سيؤدي إلي بعض المشاكل الاقتصادية. وقد كانت هناك موافقة من الحكومة الأيرلندية والوطنيون المعتدلون في شمال أيرلندا لكن لم يكن هناك الحماس الكافي. وفي 1987 أعلن وزير الخارجية الايرلندي عن معايير ماكبرايد «أن سياسة الحكومة هي الضغط من أجل أن تتخذ الحكومة البريطانية بعض الإجراءات من أجل قياس قصير ومتوسط المدى لهدف تحقيق العدالة».